# Otto H. Kegel
Otto Helmut Kegel (* 20. Juli 1934 in Bethlehem (Pennsylvania); † 20. Juli 2025) war ein deutscher Mathematiker und Hochschullehrer, der sich mit Gruppentheorie beschäftigte.

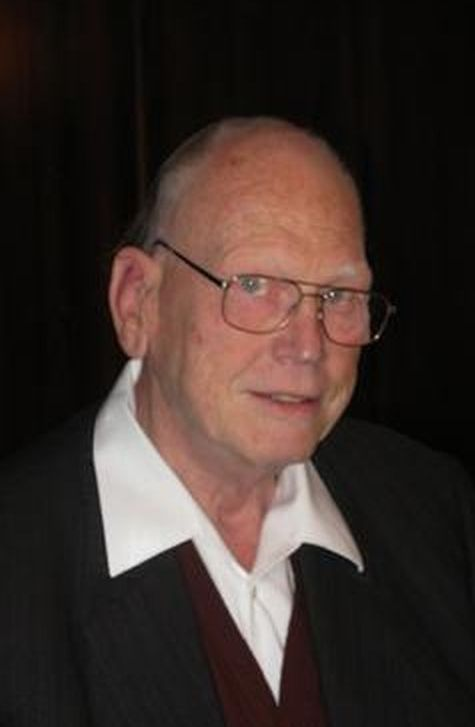
Otto Kegel 2010

## Werdegang
Kegel machte 1954 in Frankfurt am Main sein Abitur und wurde 1961 an der Johann-Wolfgang-Goethe-Universität Frankfurt am Main bei Reinhold Baer promoviert (Vertauschbarkeit von Untergruppen und Kompositionsstruktur in endlichen Gruppen). 1966 habilitierte er sich in Frankfurt. 1967 war er Dozent an der Universität zu Köln, 1968 Reader an der Universität London und wurde 1970 Professor. Ab 1975 war er ordentlicher Professor an der Albert-Ludwigs-Universität Freiburg. 1999 wurde er emeritiert.
Er war von 1975 bis 1989 Mitherausgeber des Archivs für Mathematik, von 1970 bis 1972 des Journals und der Proceedings der London Mathematical Society, von 1974 bis 1985 der Communications in Algebra und von 1978 bis 1985 der Mathematischen Zeitschrift. 1962 hielt er einen Vortrag auf dem Internationalen Mathematikerkongress in Stockholm (Locally finite groups with a partition).
Er war verheiratet und hat eine Tochter.

## Schriften
- mit Bertram Wehrfritz: Locally finite groups, North Holland 1973
- Herausgeber mit Menegazzo, Zacher: Group Theory, Conference of a Conference held at Brixen/Bressanone, Mai 1986, Lecturenotes in Mathematics, Band 1281, Springer 1987